# IC 5085
IC 5085 је спирална галаксија у сазвјежђу Паун која се налази на листи објеката дубоког неба у Индекс каталогу.
Деклинација објекта је - 74° 6' 11" а ректасцензија 21h 13m 27,6s. Привидна величина (магнитуда) објекта IC 5085 износи 14,5 а фотографска магнитуда 15,3. IC 5085 је још познат и под ознакама ESO 47-25, PGC 66370.